# Амри
Амри — археологический памятник на территории современного Пакистана. Является характерным для так называемой культуры Амри, предшествовавшей хараппской цивилизации.

## Раскопки
На территории памятника проводятся раскопки. Территория раскопок состоит из двух холмов, ранее бывших одним.  
В ходе раскопок выявлено пять периодов существования поселения, соответствующих пяти слоям раскопок: 
- I период (около 3600—2750 гг. до н. э.) — керамика была лепной. Сохранились также немногочисленные тонкостенные сосуды, изготовленные на гончарном круге, а также медные изделия, керамические бусы, каменные орудия.
- II период (около 2750—2450 до н. э.) — всё чаще проявляются элементы хараппской культуры.
- III период (около 2450—1900 гг. до н. э.) — почти полностью относится к хараппской культуре.
- IV период (около 1900—1300 гг. до н. э..) — на данной фазе хараппскую культуру вытесняет джхукарская культура. Позже появляются элементы культуры Джхангар.
- V период  относится к мусульманской эпохе.

Находки в Амри позволяют предположить, что хараппская цивилизация не являлась прямым потомком культуры Амри, и обе культуры долгое время существовали вместе.